# Basananthe apetala
Basananthe apetala je biljka iz porodice Passifloraceae, roda Basananthe. Raste u porječju Zambezija.
Sinonim za ovu biljku je Tryphostemma apetalum Baker f..

## Vanjske poveznice
- International Organization for Plant Information (IOPI). "Plant Name Details" (HTML). Međunarodni indeks biljnih imena.
- Basananthe apetala na Germplasm Resources Information Network (GRIN)  Arhivirana inačica izvorne stranice od 5. svibnja 2009. (Wayback Machine), SAD-ov odjel za poljodjelstvo, služba za poljodjelska istraživanja.